# 威朗加鲸属
威明加鲸属（學名：Willungacetus) 是長得像齒鯨的鬚鯨，生活於漸新世的澳洲。
屬於起始鯨科，模式種是澳丁格貝威明加鯨（Willungacetus aldingensis），只有部分顱骨化石被發現。

## 下属物种
本属包括以下物种：
- 澳丁格貝威明加鯨 'Willungacetus aldingensis

1. ↑  . GBIF.   [2022-08-19]. （原始内容存档于2022-04-27）.